# Danilo Turcios
Elvis Danilo Turcios Fúnez (Sonaguera, Honduras; 8 de mayo de 1978) es un exfutbolista y entrenador hondureño. Jugaba en casi todas las posiciones pero se destacaba por ser un excelente volante ofensivo. Su primer club fue Broncos UNAH y destacó en el Olimpia, su último equipo fue UPNFM. Actualmente dirige al C. D. Real de la Liga de Ascenso de Honduras.

## Biografía
Elvis Danilo Turcios nació en Sonaguera Honduras el 8 de mayo de 1978. Su primer equipo en la Liga Nacional de Fútbol de Honduras; fue el club deportivo Universidad de Tegucigalpa.
Al equipo universitario Dani llegó por recomendación del buscador de talentos: Hermelindo Cantarero, luego de un brevísimo paso por el Club Deportivo Platense de Puerto Cortés.
Aunque de solamente 1.65 metros Turcios tiene unas habilidades futbolísticas envidiables.- Es uno de los pocos jugadores de Honduras, que tiene como principal característica, el poder cubrir la mayoría de posiciones dentro de un terreno de fútbol; incluyendo el puesto de delantero.
Después de un par de años en el equipo estudioso, Elvis Danilo pasó a formar parte del Club Deportivo Motagua. Allí estuvo por seis meses, pero esto fue suficiente para que Dani, lograra su primer campeonato de Liga Nacional de Fútbol de Honduras.
Ese talento, llevó a Dani a ser contratado por clubes importantes; como el Club Atlético Peñarol de Montevideo. Allí tuvo la oportunidad de disputar la Copa Libertadores de América.
Posteriormente su pase fue obtenido por los Tecos de la UAG de México. Después de disputar el torneo de liga mexicano con el cuadro de Guadalajara, Dani regresó a su país y pasó a formar parte del Club Deportivo Olimpia de Tegucigalpa.
Con cuadro más popular de Honduras, Turcios se coronó campeón en tres oportunidades consecutivas entre el 2005 y el 2006. Esta destacada participación con el equipo 'Albo', llevó al Comunicaciones de Guatemala a poner sus ojos en el habilidoso jugador catracho.
Su primera participación con el cuadro crema fue muy destacada, llegándose a convertir en una de las piezas claves que ayudó al Comunicaciones a pelear el título de liga.
Sin embargo; durante su participación con el club 'Crema', Dani Turcios sufrió una grave lesión en una de sus rodillas. Esto, cuando disputaba el segundo encuentro de la final, contra el Municipal de la capital guatemalteca.
Por esta lesión, Elvis Danilo tuvo que ser intervenido quirúrgicamente, pero el Comunicaciones se hizo de oídos sordos, negándose a respaldar al futbolista económicamente con los gastos de la operación. Por esta razón, el futbolista decidió no regresar más a Guatemala a pesar de tener contrato con el equipo chapín.
Después de su operación y rehabilitación, Dani fue pretendido por varios Clubes de la Liga Nacional, pero el 25 de mayo del 2007 se decidió firmar nuevamente con el Club Deportivo Olimpia.
Durante el torneo Clausura 2007-2008, Elvis Turcios fue factor fundamental, en la obtención de la Copa número 21 del Club Deportivo Olimpia.
En diciembre del 2008, Turcios viajó a México luego de recibir propuestas de un par de equipos de ese país. Pero al final 'Dani' optó por permanecer en el Club Olimpia para la temporada del torneo Clausura 2008-2009 de la Liga Nacional logrando el título ese torneo.

## Selección nacional
Danilo Turcios ha sido internacional con la Selección de fútbol de Honduras en muchas oportunidades. Participó para las eliminatorias Corea Japón 2002, Alemania 2006, así como en la Copa América de Colombia en el 2001.
En este último torneo, Turcios acompañó a Amado Guevara en el medio campo, teniendo junto a todo el equipo catracho una acertada participación. En ese torneo; Honduras llegó a ocupar el tercer lugar, luego de vencer a la selección de fútbol de Uruguay.
Después de la eliminación de Honduras del mundial del 2002, Turcios participó con su selección en un par de torneos: Copa Carlsberg de Hong Kong y posteriormente en la Copa Kirín celebrada en Japón.
Ambos torneos fueron ganados por la selección hondureña, donde Turcios fue pieza fundamental para el triunfo catracho.
Antes, Turcios había participado con la selección olímpica hondureña los juegos Panamericanos celebrados en Winnipeg, Canadá en el año 1999. En esa ocasión Turcios anotó el primer gol con el cual, Honduras derrotó a Canadá por 2-0 en semifinales. Con este resultado, Honduras terminó adjudicádonse la medalla de plata de la competencia.
En ese mismo año, Dani fue partícipe con la selección olímpica catracha, durante las pre-eliminatorias olímpicas, celebradas en Guadalajara, México y posteriormente en las eliminatorias llevadas a cabo en Estados Unidos en el año 2000.
En este torneo olímpico, Honduras logró la clasificación a sus primeros juegos olímpicos, al vencer a México por medio de los penales (5-4).
Esta misma selección, también se adjudicó el título olímpico de la Concacaf, luego de vencer en la final al cuadro de los Estados Unidos por marcador de dos goles por uno.
Turcios también fue partícipe con la escuadra catracha durante los juegos olímpicos, donde Honduras tuvo una excelente participación, eliminando a la selección anfitriona (Australia).
La última participación de Turcios con la selección de fútbol de Honduras, fue para la Copa de Oro del 2005, donde Honduras alcanzó el tercer lugar, bajo la dirección del veterano técnico: José de la Paz Herrera.
El 4 de junio del 2008, Turcios regresó a las competencias oficiales con Honduras. En esa oportunidad; el volante fue parte del triunfo de su selección por 4-0 sobre Puerto Rico. Además el volante participó en los subsiguientes encuentros contra México, Canadá, y Jamaica dentro del marco de una de la cuadrangulares clasificatorias al Hexagonal Final de la Concacaf. Y donde Honduras logró agenciarse el primer lugar del llamado 'Grupo de la Muerte.'Además de esto jugó el mundial Sudáfrica "2010".

### Participaciones en Copas del Mundo
| Mundial                        | Sede      | Resultado      |
| ------------------------------ | --------- | -------------- |
| Copa Mundial de Fútbol de 2010 | Sudáfrica | Fase de grupos |

## Clubes[1]

### Como jugador
| Club                | País           | Año         |
| ------------------- | -------------- | ----------- |
| Broncos UNAH        | Honduras       | 1996 - 2000 |
| Motagua             | Honduras       | 2000 - 2001 |
| Deportivo Maldonado | Uruguay        | 2002        |
| Defensor Sporting   | Uruguay        | 2002        |
| Peñarol             | Uruguay        | 2003        |
| Tecos de la UAG     | México         | 2004        |
| Olimpia             | Honduras       | 2005        |
| Comunicaciones      | Guatemala      | 2006        |
| Olimpia             | Honduras       | 2007-2011   |
| Atlanta Silverbacks | Estados Unidos | 2011-2012   |
| Real Sociedad       | Honduras       | 2012-2013   |
| Jaguares UPNFM      | Honduras       | 2013        |

### Como asistente técnico
| Club    | País     | Año         | Asistente de         |
| ------- | -------- | ----------- | -------------------- |
| Olimpia | Honduras | 2018 - 2019 | Juan Carlos Espinoza |

### Como entrenador
| Club               | País     | Año         |
| ------------------ | -------- | ----------- |
| Olimpia (reservas) | Honduras | 2018 - 2019 |
| Juticalpa F. C.    | Honduras | 2019-2020   |
| Olimpia (reservas) | Honduras | 2020 - 2024 |
| C. D. Real         | Honduras | 2025 - Act. |

## Palmarés

### Torneos internacionales
| Torneo                                         | Sede           | Resultado                |
| ---------------------------------------------- | -------------- | ------------------------ |
| Juegos Panamericanos Winnipeg 1999             | Canadá         | Medalla de Plata         |
| Preolímpico de Concacaf 2000                   | Estados Unidos | Campeón                  |
| JJ. OO. Sídney 2000                            | Australia      | Primera fase             |
| Eliminatorias Copa Mundial de Japón Corea 2002 | Honduras       | Hexagonal de la Concacaf |
| Copa Carlsberg 2002                            | Hong Kong      | Campeón                  |
| Copa Kirín 2002                                | Japón          | Campeón                  |
| Eliminatorias Copa del Mundo Alemania 2006     | Honduras       | Segunda fase             |
| Copa UNCAF 2005                                | Guatemala      | Subcampeón               |
| Copa de Oro 2005                               | Estados Unidos | Tercer lugar             |
| Eliminatorias Copa del Mundo Sudáfrica 2010    | Honduras       | Hexagonal de la Concacaf |
| Copa de Naciones UNCAF 2009                    | Honduras       |                          |

### Campeonatos nacionales
| Título                    | Club                   | País     | Año  |
| ------------------------- | ---------------------- | -------- | ---- |
| Liga Nacional de Honduras | Club Deportivo Motagua | Honduras | 2001 |
| Liga Nacional de Honduras | Club Deportivo Olimpia | Honduras | 2006 |
| Liga Nacional de Honduras | Club Deportivo Olimpia | Honduras | 2008 |
| Liga Nacional de Honduras | Club Deportivo Olimpia | Honduras | 2009 |